# Muricea splendens
Muricea splendens är en korallart som först beskrevs av Thomson och Simpson 1909.  Muricea splendens ingår i släktet Muricea och familjen Plexauridae. Inga underarter finns listade i Catalogue of Life.